# Lutoasa, Covasna
Lutoasa (maghiară Csomortán) este un sat în comuna Mereni din județul Covasna, Transilvania, România. Se află în partea de nord-est a județului, în Depresiunea Târgu Secuiesc, la poalele sudice ale munților Ciucului.

## Galerie de imagini

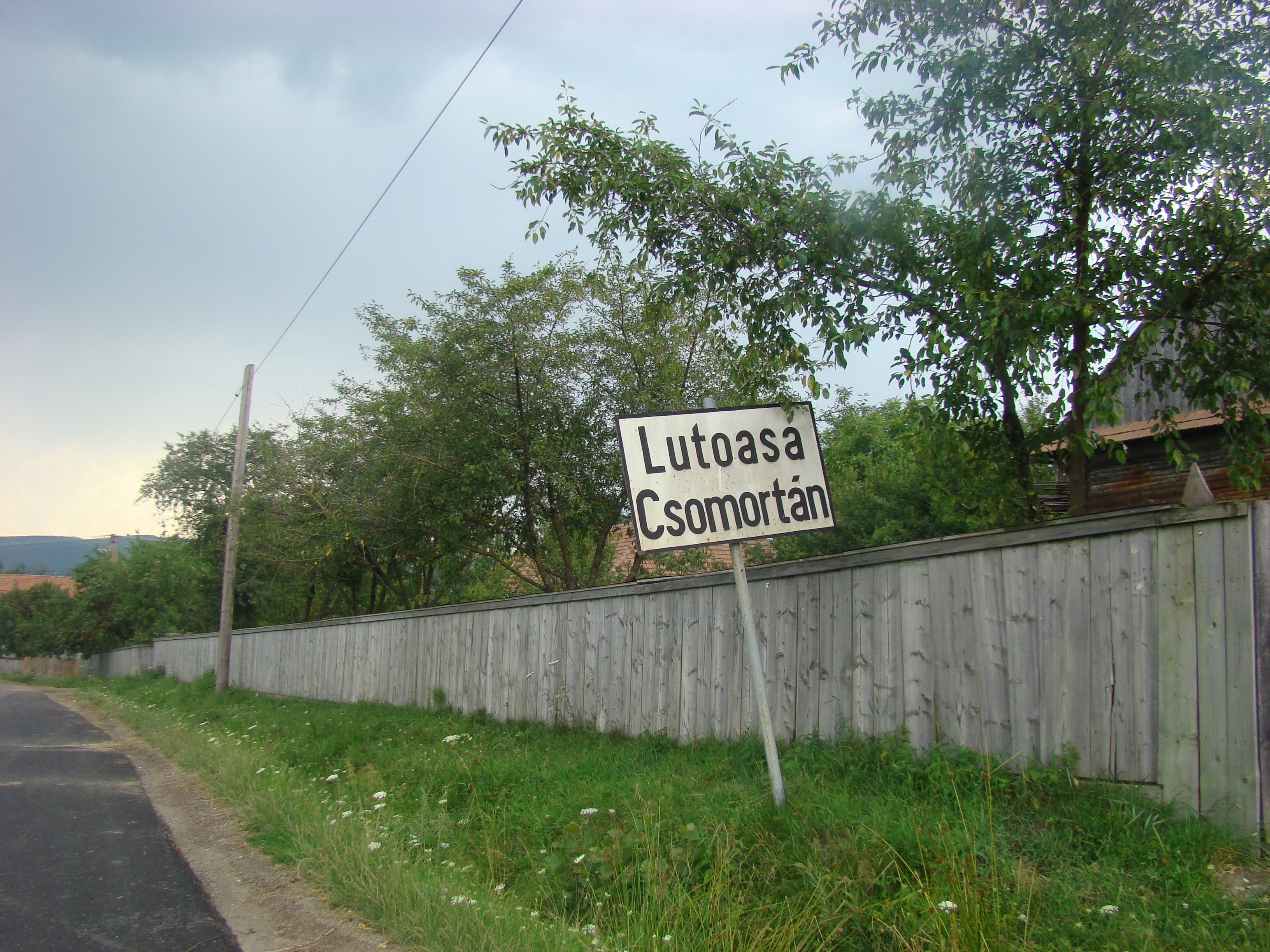